# Пирожник, Иван Иванович
Иван Иванович Пирожник (бел. Іван Іванавіч Пірожнік, род. 1952) — белорусский географ, профессор, доктор географических наук, декан географического факультета Белорусского государственного университета (1998-2013 гг.), заведующий кафедрой экономической географии зарубежных стран (с 2002 по 2013). Лауреат научной премии БГУ им. академика А. Севченко в области естественных наук (2003 г.), награждён Почетной грамотой Национального собрания Республики Беларусь (2001), знаком «Отличник образования» Министерства образования РБ (2009)..

## Биография
В 1973 окончил Географический факультет БГУ, затем аспирантуру на кафедре экономической географии зарубежных стран. В 1977 г. защитил диссертацию на соискание учёной степени кандидата географических наук на тему «Экономико-географические проблемы формирования территориальных рекреационных систем и рекреационного районирования в крупном экономическом районе (на примере Белорусской ССР)». В 1982 года получил учёное звание доцента.
В 1993 на заседании научного совета факультета биологии и наук о Земле Ягеллонского университета (Краков, Польша) защитил докторскую диссертацию на тему «Социально-географические тенденции развития и территориальной организации туристического обслуживания (на примере СССР в 1976—1990 гг.)».
Научное звание профессора присвоено в 1997. Также является профессором Люблянского и Силезского университетов.

## Публикации
Некоторые публикации Пирожника И. И.:
- Пирожник И. И. Рекреационный район как предмет исследования региональной рекреационной географии// Проблемы на географията (София). Книга 3. 1978, с. 56-57.
- Piroznik I. Zadaci geografije na izucavanju rekreativnih sistema//Turizmologija (Beograd). 1985. Knjiga 16, s. 41-47.
- Пирожник И. И. Экономико-географическая типология районов Белорусской ССР//Вестн. Белорус. ун-та. Сер.2, хим., биол., геогр., 1986. № 3, с. 63-68.
- Пирожник И. И. Региональные различия в уровне развития социальной инфраструктуры Белорусской ССР//Вестн. Белорус. ун-та. Сер.2, хим., биол., геогр., 1990. № 1, с. 64-68.
- Пирожник И. И. Территориальная структура туристского обслуживания в СССР и тенденции её развития// Изв. Всесоюз. Географ. Об-ва. 1990. Т. 122. № 1, с. 86-94
- Piroznik I. Struktura regionalna swiatowedo ruchu turystycznego//Prace naukowe Uniw. Slaskiego w Katowicach. Geographia. Studia et dissert. T. 23. Katowice, 1997, s. 172—192.
- Пирожник И., Тарасенок А., Яцухно В. Формирование пространственного базиса туризма в Беларуси: сочетание природоохранных и рекреационных функций специализированных территорий //Земля Беларуси (Минск), 2005. № 2, с. 9-16.
- Пирожник И. И. Пространственная структура мирового хозяйства и задачи устойчивого развития Беларуси //Prace naukowe Uniw. Slaskiego w Katowicach. Geographia. Studia et dissertationes. T. 27. Katowice, 2005, s. 241—255
- Пирожник И. И., Озем Г. З., Сидоренко В. П., Морозова С. А., Тарасенок А. И. Социально-географические тенденции изменения конфессиональной структуры населения Беларуси //Вестн. Белорус. ун-та. Сер.2, хим., биол., геогр., 2007, № 1, с. 76-83.
- Pirozhnik I. Functional features the recreational space and formation of a tourist product of Belarus//В сб.: «Conditions of the foreign tourism development in Central and Eastern Europe. Vol. 10. Tourism in geographical environment». Wroclaw: University of Wroclaw, 2008, s. 121—131.
- Пирожник И. И. Туристские горнолыжные комплексы Логойской возвышенности — новое направление природопользования//Земля Беларуси (Минск), 2009, № 4, с.42-48